# بی. لنین
بی. لنین (انگلیسی: B. Lenin) یک کارگردان و تدوین‌گر اهل هند است. وی از سال ۱۹۶۶ میلادی تاکنون مشغول فعالیت بوده‌است.

## فیلم‌شناسی
- الکساندر
- بزرگراه
- جنتلمن
- شکلات
- فصل
- چایتانیا